# Soula
Soula är en kommun i departementet Ariège i regionen Occitanien i södra Frankrike. Kommunen ligger  i kantonen Foix-Rural som ligger i arrondissementet Foix. År 2022 hade Soula 171 invånare.

## Befolkningsutveckling
Antalet invånare i kommunen Soula
Referens: INSEE